# 東方介德
東方介德（1966年8月7日—）為臺灣籃球教練、前運動員，主打小前鋒位置。生於台灣台北市，曾為中華台北男子籃球代表隊成員，曾任東吳大學體育室主任。
在中華職籃期間，隸屬裕隆恐龍，於1994年獲首任年度MVP。與鄭志龍齊名，有「跑籃王子」之稱。

## 家庭
其妻鄧碧珍，育有一對龍鳳胎兒女，其子東方譯慷、其女東方譯萱。

## 外部連結
- 東方介德在fiba.basketball（英语）
- 東方介德在Eurobasket.com（球員）（英语）